# Batalha de Pyongyang

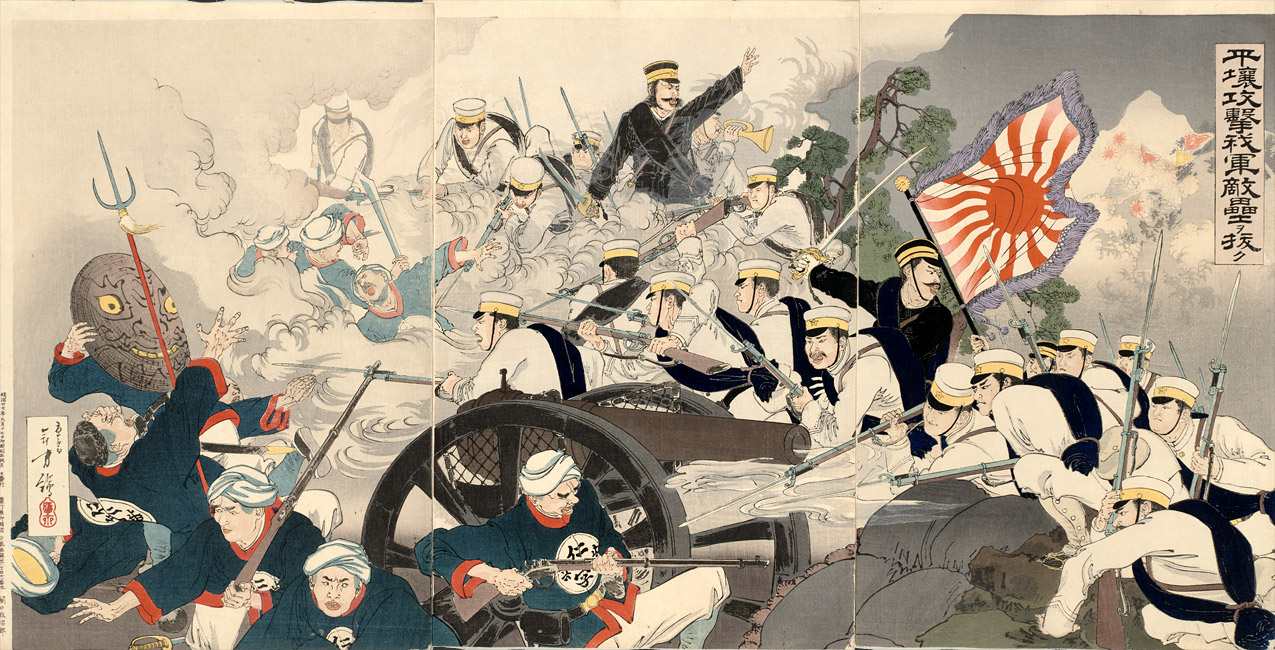
Representação artística da batalha de Pyongyang, por Mizuno To.

A Batalha de Pyongyang (平壌作戦) foi a segunda grande batalha terrestre da Primeira Guerra Sino-Japonesa. Ocorreu em 15 de setembro de 1894 em Pyongyang, Coréia , entre as forças do Japão Meiji e da China Qing . Às vezes é referido arcaicamente em fontes ocidentais como a "Batalha de Ping-yang". Entre 13 000 e 15 000 soldados chineses do Exército Beiyang sob o comando geral do general Ye Zhichao chegara a Pyongyang em 4 de agosto de 1894 e fizera extensos reparos nas antigas muralhas da cidade, sentindo-se segura em seu número superior e na força das defesas.
O Primeiro Exército do Exército Imperial Japonês do príncipe Yamagata Aritomo convergiu para Pyongyang de várias direções em 15 de setembro de 1894, e pela manhã fez um ataque direto nos cantos norte e sudeste da cidade murada sob muito pouca cobertura. A defesa chinesa era forte, mas acabou sendo superada por um ataque de flanco inesperado pelos japoneses pela retaguarda, custando aos chineses perdas muito pesadas em comparação com os japoneses.
As baixas chinesas são estimadas em 2 000 mortos e cerca de 4 000 feridos. Os japoneses perderam 102 homens mortos, 433 feridos e 33 desaparecidos.